# Las Pozas

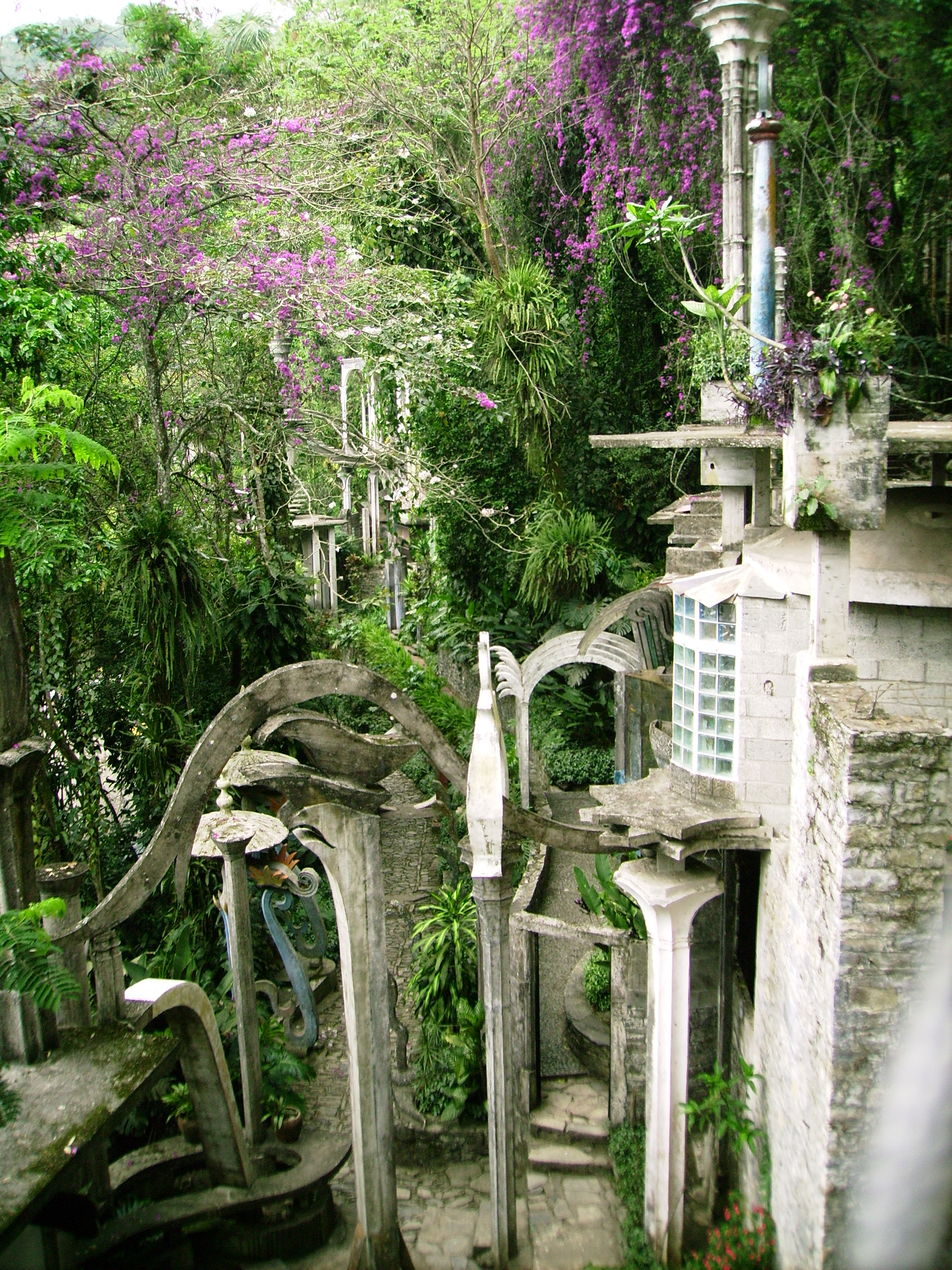
Zahrady Las Pozas

Las Pozas (doslova Jezírka) je okrasná zahrada nedaleko obce Xilitla v mexickém státě San Luis Potosí. Má rozlohu 32 hektarů a leží v nadmořské výšce okolo 610 m.
Vytvořil ji výstřední milionář, surrealistický básník a mecenáš umění Edward James, který přišel v roce 1945 do Mexika z Anglie a nechal si zde vybudovat pseudogotické sídlo La Posada El Castillo. S pomocí své sestřenice, malířky Bridget Bate Tichenorové, jakijského tlumočníka a asistenta Plutarca Gasteluma a anglického zahradního architekta Ivana Hickse zde realizoval svůj romantický sen o pozemské verzi rajské zahrady. Původně se věnoval pěstování orchidejí, poté, co mu roku 1962 zničil nenadálý mrazík celou úrodu, rozhodl se vytvořit unikátní spojení přírody a architektury. Nechal v zahradě vybudovat z betonu 36 fantaskních objektů připomínajících surrealistické sochy nebo torza budov, obklopených bujnou subtropickou vegetací a zasazených do členité krajiny s vodními nádržemi a vodopády. Zahradu obývá množství exotické zvěře.
Po Jamesově smrti roku 1984 začala Las Pozas chátrat, v roce 2007 byla v Xilitle založena nadace, která má za cíl o tuto památku pečovat. Plánuje se také využití pro turistiku, kterému zatím brání špatná dopravní obslužnost. Nicole Scherzingerová natočila na tomto místě videoklip ke své písni „Try With Me“.